# Beate Almer
Beate Almer (* 1970) ist ein deutsches Fotomodell sowie eine Schönheitskönigin.

## Leben
Am 14. Dezember 1994 wurde die blonde Bauzeichnerin aus Augsburg als Miss Bayern im Maritim Hotel Köln zur Miss Germany 1994/95 gekrönt. Erstmals fand dort die Wahl von Miss und Mister Germany (Dirk Wellnitz aus Thüringen) gemeinsam statt.
Sie erreichte bei der Wahl zur Queen of the World im September 1995 in Baden-Baden Platz 2.
Beate Almer lebt heute in Augsburg und arbeitet als Model.